# Суатколь
Суатко́ль (каз. Суаткөл) — село у складі Аксуської міської адміністрації Павлодарської області Казахстану. Входить до складу Кизилжарського сільського округу.
Населення — 89 осіб (2021; 147 у 2009, 289 у 1999, 367 у 1989).
Національний склад станом на 1989 рік:
- казахи — 100 %

До 1993 року село називалось Жданово.